# Eddy Snijders

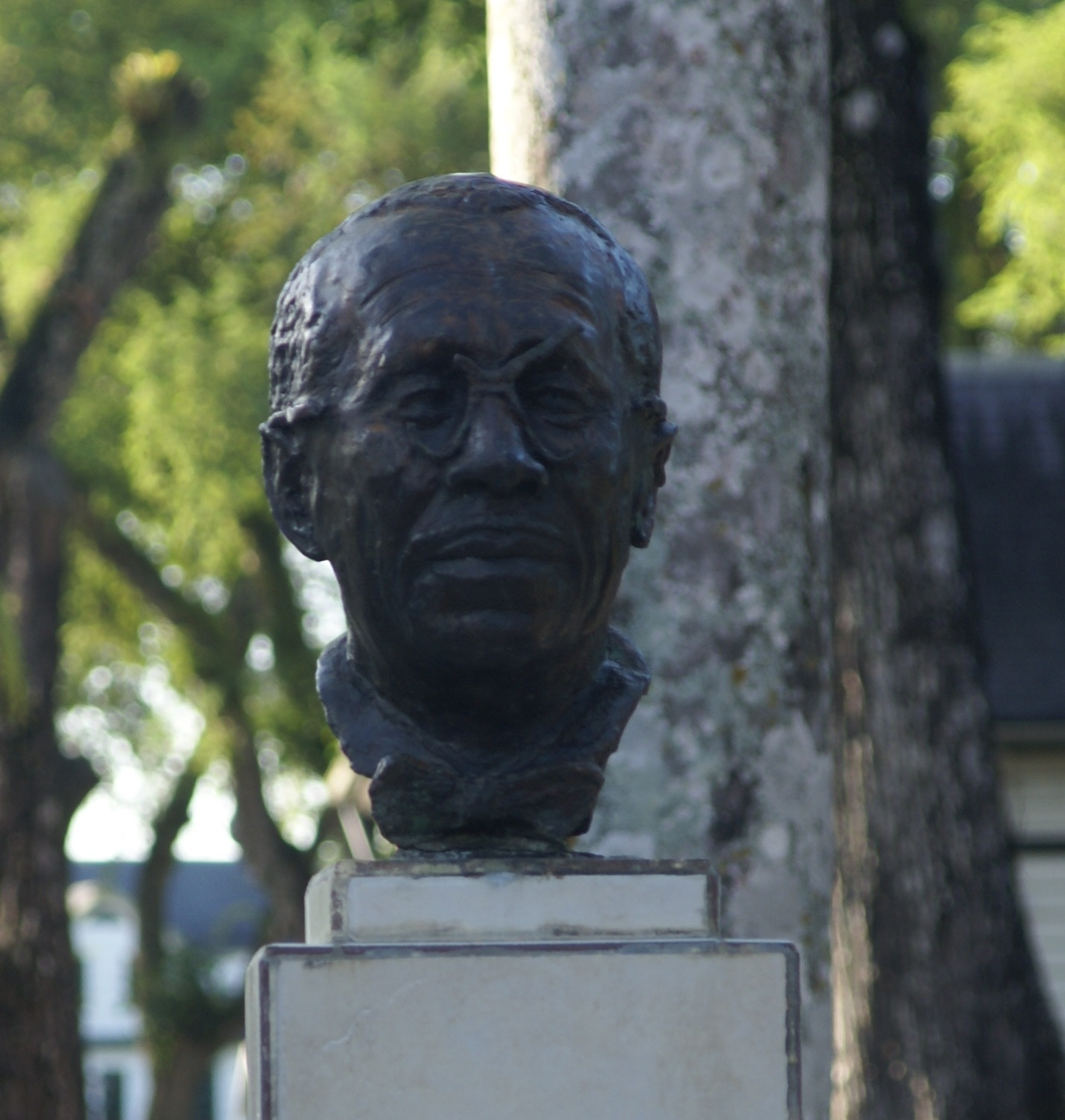
Büste von Eddy Snijders

Richenel Edgar „Eddy“ Snijders (* 12. Mai 1923 in Paramaribo; † 19. Januar 1990 ebenda) war ein surinamischer Komponist, Dirigent und Musiker (Flöte, Klarinette, Kornett).

## Leben und Wirken
Snijders erhielt als Kind durch seinen Vater, den Kontrabassisten des Symphonieorchesters von Suriname, Flötenunterricht. Gemeinsam mit seinem Bruder Frank wurde er 1942 Mitglied der Militärkapelle von Suriname. Er spielte auch im daraus entstandenen Jazzorchester Bios Surinam Boys und in der Latinband Sonora Panamarera. Im Jahre 1958 wurde er Leiter und Dirigent des Polizeiorchesters von Paramaribo. Ab 1964 war Snijders auch in der Nachwuchsförderung tätig und leitete das neu gegründete Jugendorchester der Volksmusikhochschule seiner Heimatstadt. 1974, kurz vor der Unabhängigkeit von Suriname wurde er der letzte Kapellmeister der niederländischen Militaire Kapel der Troepenmacht in Suriname. Mit diesem Blasorchester, in dem er zuvor als Flötist und als stellvertretender Leiter tätig war, ging er 1969 auf Tournee durch die Niederlande und Deutschland.
Als Komponist verfasste er Werke für Kammerorchester, Harmonieorchester (etwa die auf karibischen Volksliedern beruhende Surinaamse rapsodie) und 1959 das Ballett Anansi tori.
Snijders wurde 1976 mit dem Gouverneur-Currie-Preis ausgezeichnet und 1978 zum Ritter des Ordens von Oranien-Nassau ernannt. Im Fort Zeelandia Komplex erinnert seit 2003 eine durch Präsident Ronald Venetiaan enthüllte Bronzebüste an den Komponisten. Seit demselben Jahr wird der nach ihm benannte Eddy Snijders Award verliehen.
Der Jazzflötist Ronald Snijders ist sein Sohn.

## Kompositionen
Werke für Orchester
- 1944 Avondlied, Nocturne, op. 5
- 1963 Suite uit het ballet „Anansi tori“ in 5 Teilen
- 1965 Vlaggenlied
- 1966 Fo lobi tori, Balletsuite
- 1970 La village Russe, Suite für Kammerorchester

## Tonträger
- The Music of Eddy Snijders (BSM)